# Дон Диего и Пелагея
«Дон Дие́го и Пелаге́я» — советский художественный фильм в жанре комедии режиссёра Якова Протазанова, вышедший на всесоюзный экран в 1928 году. Снят по сценарию А. Зорича, основанному на его же фельетоне «Дело Пелагеи Дёминой», опубликованном в газете «Правда». Единственная кинолента, в которой снялся Осип Брик.

## Сюжет
Начальник маленькой железнодорожной станции Яков Иванович Головач (Анатолий Быков) вместо исполнения своих обязанностей увлечён чтением приключенческого романа о «кавалере и повесе» доне Диего. Отождествляя себя с одним из героев романа, Яков Иванович сражается «на шпагах» с воображаемым противником. Это вызывает смех местных жителей, пришедших торговать с пассажирами очередного поезда. Увидев, что одна из зрительниц «поединка» — пожилая крестьянка — переходит пути (это запрещено, но обычно на запрет никто не обращает внимания), сконфуженный начальник тут же составляет протокол о нарушении старухой Пелагеей Дёминой (Мария Блюменталь-Тамарина) железнодорожных правил. Пелагею вызывают в суд, где после патетической речи Якова Ивановича («Сегодня, гражданин судья, она перешла рельсы, завтра она поезд с детьми под откос пустит, а потом и вовсе кассу ограбит!») приговаривают к трём месяцам заключения. Волнуясь за жену и не справляясь один с хозяйством, муж Пелагеи (Владимир Михайлов) пытается что-то предпринять, но ни местный «юрисконсульт» — сторож волисполкома (Владимир Попов), ни поп с попадьёй, ни приехавший из города член общества изучения деревни (Михаил Жаров) не горят желанием помочь старику, ограничиваясь бесполезными советами. В дело вмешивается комсомольская ячейка, которой, преодолев бюрократизм уездных чиновников, удаётся добиться пересмотра дела и освобождения Пелагеи. Благодарные старик со старухой решают тоже записаться «в камсамолы».

## В ролях
| Актёр                                | Роль                                                  |
| ------------------------------------ | ----------------------------------------------------- |
| Мария Блюменталь-Тамарина            | старуха Пелагея Дёмина                                |
| Владимир Михайлов                    | старик муж Пелагеи Дёминой                            |
| Анатолий Быков                       | начальник станции «Дон Диего» (Яков Иванович Головач) |
| Иван Юдин                            | комсомолец Миша                                       |
| И. (полное имя не известно) Левкоева | комсомолка Наташа                                     |
| Михаил Жаров                         | член общества изучения деревни Михаил Иванович        |
| Владимир Попов                       | сторож волисполкома Мироша                            |

### Нет в титрах
| Актёр             | Роль                                     | примечания               |
| ----------------- | ---------------------------------------- | ------------------------ |
| Александр Громов  | учраспред                                |                          |
| Даниил Введенский | сторож                                   |                          |
| Б. Гусев          | милиционер                               |                          |
| Елена Тяпкина     | попадья                                  |                          |
| Иван Пельтцер     | секретарь ОУ                             |                          |
| Сергей Ценин      | чиновник                                 |                          |
| Вера Марецкая     | девушка в суде                           |                          |
| Лев Фенин         | приятель начальника участка службы путей |                          |
| Николай Ивакин    | комсомолец                               |                          |
| Мария Шленская    | глухая старуха                           |                          |
| Осип Брик         | докладчик о вреде бюрократизма           | единственная роль в кино |
| Степан Борисов    | тюремный надзиратель                     |                          |

## О фильме
Студия «Межрабпом-Руси» делила создаваемые фильмы на две группы: так называемые «боевики» — фильмы с хорошим финансированием и звёздными актёрами по известным первоисточникам для повсеместного проката «первым экраном» и рядовые фильмы с более скромными затратами «для низового демократического зрителя». Фильм «Дон Диего и Пелагея» относился к рядовым, однако был хорошо принят критикой, и в настоящее время считается одной из значительных комедий 1920-х годов и удачей Протазанова.
Критики откликнулись на фильм многочисленными рецензиями (положительными С. А. Ермолинского в «Правде», Н. Д. Волкова в «Известиях», отрицательной Э. М. Арнольди в сборнике «Пять искусств: Временник» и др.). Фильм был признан критиками удачной комедией, но «не столько комедией положений (как „Два друга, модель и подруга“), сколько сатирической комедией нравов», наследницей традиций Н. В. Гоголя и А. В. Сухово-Кобылина. При этом и положительные, и отрицательные рецензии подчёркивали, что комедия в сущности не столько смешная, столько печальная и даже злая (в одной из газет был приведён отзыв зрителя, назвавшего фильм трагедией). Анализируя реакцию критиков и зрителей (в том числе современных), киновед П. А. Багров определяет «Дона Диего…» как первую в отечественном кино картину в жанре «грустной комедии», в дальнейшем развитом в том числе режиссёрами Д. Рондели, Э. Шенгелаей, Г. Данелией.
В дальнейшем комедия не была забыта, в частности в своих работах в 1960—1970-х годов ей уделяют внимание киноведы Н. А. Лебедев, М. А. Кушниров (оценивая положительно) и Р. Н. Юренев (отзываясь смешанно).